# بخش تریوباسکی
بخش تریوباسکی (به لاتین: Trubchevsky District) یک منطقهٔ مسکونی در روسیه است که در استان بریانسک واقع شده‌است.